# Ommatospila
Ommatospila is een geslacht van vlinders van de familie van de grasmotten (Crambidae), uit de onderfamilie van de Spilomelinae. De wetenschappelijke naam en de beschrijving van dit geslacht zijn voor het eerst gepubliceerd in 1863 door Julius Lederer.

## Soorten
- Ommatospila decoralis (Guenée, 1854)
- Ommatospila descriptalis (Walker, 1866)
- Ommatospila narcaeusalis (Walker, 1859)